# Templeton (Iowa)
Templeton – miasto w Stanach Zjednoczonych, w stanie Iowa, w hrabstwie Carroll. W 2010 roku liczyło 362 mieszkańców.